# Guilherme Prates
Guilherme Prates Machado (Rio de Janeiro, 29 de janeiro de 1993) é um ator brasileiro.

## Carreira
Em 2011 Prates Machado estreou na televisão como "Daniel" em Vidas em Jogo, um adolescente que sonhava em se tornar um grande astro do futebol e rivalizava com o personagem de Ricky Tavares tanto no título de melhor atleta do Cariocas Futebol Clube, quanto no coração da mesma garota, se tornando antagonista do núcleo adolescente na segunda metade da trama. Durante a novela, o ator fez laboratório com deficientes visuais no Instituto Benjamin Constant, uma vez que seu personagem fingia ser cego para punir o seu rival. Em 2012 integrou o elenco da vigésima temporada de Malhação como o protagonista Dinho, que permaneceu até a metade da temporada. O público reagiu negativamente nas redes sociais sobre o rumo dado a Dinho pelos autores, incluindo traição a sua namorada a personagem Lia (interpretada por: Alice Wegmann) sem motivo aparente e o personagem teve que deixar a trama, sendo substituído pelo ator Guilherme Leicam no par principal.
Em 2014, faz uma participação especial na segunda fase de Em Família e, logo após, integra o elenco de O Rebu como o inocente Jonas. No mesmo ano estreou no cinema no filme de drama e comédia Confissões de Adolescente.
Em 2016 interpreta o depressivo "João" no longe-metragem O Vendedor de Sonhos, baseado no livro homônimo de Augusto Cury. No mesmo ano também protagonizou o filme de comédia O Último Virgem, interpretando o garoto que é o único virgem de sua turma do último ano do ensino médio e decide resolver o problema antes que acabe o ano letivo e e põe em várias confusões ao lado dos amigos.
Em 2017 interpreta o tatuador "Ben" na série de televisão Os Dias Eram Assim. No mesmo ano é escalado para Tempo de Amar, telenovela que substitui Novo Mundo em setembro de 2017, sendo seu primeiro trabalho completo em 6 anos desde Vidas em Jogo, em 2011.

## Filmografia

### Televisão
| Ano     | Título                        | Personagem                    | Notas                      |
| ------- | ----------------------------- | ----------------------------- | -------------------------- |
| 2011    | Vidas em Jogo                 | Daniel Torres Bandeira (Dani) |                            |
| 2012–13 | Malhação: Intensa como a Vida | Adriano Miranda (Dinho)       |                            |
| 2014    | Em Família                    | Felipe Fernandes              | Episódio: "2 de fevereiro" |
| 2014    | O Rebu                        | Jonas                         | Episódio: "13 de agosto"   |
| 2015    | Santo Forte                   | Valtinho                      | Episódio: "Piloto"         |
| 2017    | Questão de Família            | Fábio                         | Episódio: "Memórias"       |
| 2017    | Os Dias Eram Assim            | Ben                           | Episódios: "1–19 de junho" |
| 2017    | Tempo de Amar                 | Giuseppe Molinari             |                            |
| 2020    | Onisciente                    | Daniel Peixoto                |                            |
| 2021    | As Five                       | Jonas                         | Episódio: "Tsunami"        |
| 2022    | Além da Ilusão                | Lorenzo Martinelli            |                            |
| 2024    | De Volta aos 15               | Paulo "Cabra"                 | Temporada 3                |

### Cinema
| Ano  | Título                    | Personagem             |
| ---- | ------------------------- | ---------------------- |
| 2014 | Confissões de Adolescente | Ricardo                |
| 2016 | O Vendedor de Sonhos      | João                   |
| 2016 | O Último Virgem           | Eduardo Limeira (Dudu) |
| 2018 | Motorrad                  | Hugo                   |
| 2019 | Amor Assombrado           | Carlos                 |
| 2021 | Lacuna                    | Dante                  |